# 奈良市立佐保台小学校
奈良市立佐保台小学校（ならしりつ さほだいしょうがっこう）は、奈良県奈良市佐保台三丁目にある公立小学校。

## 概要

### 沿革
- 1988年（昭和63年）
  - 4月1日 - 奈良市立朱雀小学校から分離し、奈良市立学校42番目の学校として開校。
  - 4月6日 - 奈良市立朱雀小学校より分離された児童の受け入れ式並びに、昭和63年度第1学期始業式挙行（児童数174名）。
  - 5月27日 - 市主催の奈良市立佐保台小学校開校式挙行。
  - 6月10日 - 校章制定。
  - 9月27日 - 運動場設備工事（パーヘクト・ソイル工法）完了。
  - 11月20日 - 校旗・緞帳・校歌歌詞披露し、この日（11月20日）を創立記念日と定めた。
- 1990年（平成2年）3月3日 - 校歌制定発表会開催。
- 1997年（平成9年）11月2日 - 創立十周年記念式典挙行。
- 1998年（平成10年）7月5日 - はつらつ広場改修・砂場設置。
- 1999年（平成11年） - 図書室・パソコンルームにエアコン設置。
- 2000年（平成12年） - はつらつ広場にログテーブルベンチ設置。
- 2001年（平成13年） - 校門脇外壁を改修。固定観測局設置。
- 2004年（平成16年） - 運動場整備（150mトラック改修）。
- 2006年（平成18年） - 「ふれあい夢スクール」を開設（図書室）。
- 2007年（平成19年） - 創立二十周年。
- 2008年（平成20年） - AED設置。
- 2009年（平成21年） - 耐震型防火貯水槽設置（運動場北西）。
- 2017年（平成29年）
  - 日付不明 - 校門脇外壁改修。
  - 11月11日 - 創立三十周年記念事業実施。
- 2019年（令和元年） - 全教室にエアコン設置。

### クラス数・児童数（2022年度）
| 学年 | 1年 | 2年 | 3年 | 4年 | 5年 | 6年 | 特別支援 | 合計 |
| ---- | --- | --- | --- | --- | --- | --- | -------- | ---- |
| 学級 | 2   | 1   | 1   | 1   | 1   | 1   | 2        | 9    |
| 児童 | 35  | 28  | 29  | 22  | 25  | 26  | 9        | 165  |

## 通学区域が隣接している学校
- 奈良市立左京小学校
- 奈良市立佐保川小学校
- 奈良市立佐保小学校
- 奈良市立鼓阪北小学校
- （京都府）木津川市立州見台小学校